# Добровільний комуністичний загін
Добровільний комуністичний загін або ДКЗ — проросійське наймане бандформування, що воює зі збройними силами України, на сході України у Російсько-українській війні 2014—2015 рр.

## Історія
З початку створення «ДКЗ» входив до складу терористичної групи «бригада «Прізрак» (рос. Призрак).
Оціночна чисельність 80-120 чол., має тенденцію до розростання. До складу терористичного угрупування «ДКЗ» входяться здебільшого росіяни — прихильники комуністичної ідеології.
Осінню 2015 р. бойовики «ДКЗ» захопили контроль над терористичним угрупуванням «бригада «Прізрак», після ліквідації Олексія Мозгового і 5 листопада шумно відзначило річницю свого прибуття до окупованого бойовиками міста Алчевськ.
Керівником цього бандформування є Петро Аркадійович Бирюков (позивний «рос. Аркадьевич»). Головним координатором та вербувальником — Олексій Марков, росіянин, житель Москви, колишній міліціонер.
В «ДКЗ» існують координатори для збору «допомоги» в Москві — рос. Шмелёва Алёна, а Петербурзі — рос. Любимов Александр.
Бандформуванню серйозну підтримку надає комуністична партія РФ, в особі Тайсаєва Казбека і Родіна Володимира Романовича, про що офіційно заявляли самі бойовики.
Діяльність «ДКЗ» використовується в пропагандистських цілях російських ЗМІ.